# Jerzy Got
Jerzy Got właśc. Jerzy Spiegel (ur. 9 marca 1923 w Krakowie, zm. 9 lutego 2004 w Wiedniu), historyk teatru.
W badaniach historii teatru polskiego kontynuował tradycję rodzinną – był synem Stanisława Dąbrowskiego, aktora, reżysera, dyrektora teatru, ale także znakomitego historyka, twórcy Słownika biograficznego teatru polskiego.
Jerzy Got kształcił się w okresie okupacji niemieckiej na tajnych kompletach, a po wojnie studiował w Wyższej Szkole Ekonomicznej w Krakowie oraz na Uniwersytecie Adama Mickiewicza w Poznaniu (polonistykę). W 1965 na UAM obronił pracę doktorską Teatr krakowski pod dyrekcją Adama Skorupki i Stanisława Koźmiana 1865-1885. Repertuar. W latach 1956–1967 był pracownikiem naukowym Instytutu Sztuki PAN, brał udział w pracach nad wspomnianym Słownikiem (tom obejmujący lata 1765-1965 ukazał się w 1973). W 1971 uzyskał habilitację na Uniwersytecie Wrocławskim (praca Na wyspie Guaxary. Wojciech Bogusławski i teatr lwowski 1789-1799 ukazała się także w wydaniu książkowym w 1971). Od 1967 pracował w Instytucie Filologii Polskiej Uniwersytetu Jagiellońskiego. W 1974 był twórcą pierwszych w Polsce studiów teatrologicznych w tym instytucie.
Był wieloletnim współpracownikiem Teatru Starego w Krakowie; redagował czasopismo „Afisz teatralny”, które wchodziło w skład programów wydawanych przy okazji premier.
Od 1978 mieszkał na stałe w Wiedniu, gdzie kontynuował badania teatrologiczne, m.in. dotyczące teatrów galicyjskich.
Pochowany na cmentarzu Rakowickim w Krakowie.
Niektóre publikacje:
- Role Ludwika Solskiego
- Antonina Hoffman i teatr krakowski jej czasów
- Teatr krakowski pod dyrekcją Hilarego Meciszewskiego 1843-1845
- Stanisław Wyspiański, Wesele, tekst i inscenizacja z roku 1901
- Barszcz w kulturze starożytnej Grecji
- artykuły w „Pamiętniku Teatralnym”